# Langenhagen
Langenhagen è una città di 51.691 abitanti della Bassa Sassonia, in Germania.

Appartiene alla Regione di Hannover (targa H).
Langenhagen si fregia del titolo di "Comune indipendente" (Selbständige Gemeinde).
Nel corso del Novecento furono soppressi e uniti a Langenhagen i comuni di Engelbostel, Godshorn, Kaltenweide, Krähenwinkel, Langenforth e Schulenburg.